# (35492) 1998 FA29
1998 FA29 (asteroide 35492) é um asteroide da cintura principal. Possui uma excentricidade de 0.04697110 e uma inclinação de 2.14767º.
Este asteroide foi descoberto no dia 20 de março de 1998 por LINEAR em Socorro.